# Işıklar, Bigadiç
Işıklar là một xã thuộc huyện Bigadiç, tỉnh Balıkesir, Thổ Nhĩ Kỳ. Dân số thời điểm năm 2010 là 2.039 người.